# The Open Championship
The Open Championship, zwany również The Open lub British Open – najstarszy z czterech golfowych wielkich szlemów. Jest jedynym turniejem majors rozgrywanym poza USA. Obecnym mistrzem jest Irlandczyk Shane Lowry, który zwyciężył w 2019 na polu Royal Portrush w Irlandii Północnej z wynikiem -15 .
Od 1979 The Open jest rozgrywany w trzeci weekend lipca. Jest trzecim w kolejności w roku turniejem głównym po The Masters i U.S. Open a przed PGA Championship. Turniej kończy się w niedzielę począwszy od 1980. Od 1966 do 1979 turniej rozpoczynał się w środę a finałowa runda rozgrywana była w sobotę. Przed 1966 dwie ostatnie rundy rozgrywane były w piątek. Przed 1926  wszystkie 4 rundy rozgrywane były w dwa dni.
Turniej rozgrywany jest co roku na jednym z dziewięciu pól w Szkocji lub Anglii. Dwa razy w 1951 i 2019 rozegrany został w Irlandii Północnej na polu Royal Portrush.
The Open rozgrywany jest na 72 dołkach. Po 36 następuje cut. Do dalszej gry dopuszczanych jest najlepszych 70 zawodników. W przypadku remisu rozgrywana jest, unikalna dla The Open, dogrywka na czterech dołkach. Przy dalszym braku rozstrzygnięcia gracze rozgrywają kolejne dołki do rozstrzygnięcia.

## Historia
The Open Championship został rozegrany po raz pierwszy 17 października 1860 na polu Prestwick Golf Club w Szkocji. Turniej był dostępny tylko dla profesjonalnych graczy. Ośmiu zawodników rozegrało 3 rundy po 12 dołków w ciągu jednego dnia. Wygrał Willie Park Sr. z wynikiem 174 pokonując faworyta Old Toma Morrisa dwoma uderzeniami. W następnym roku turniej został otwarty dla amatorów. Grało ich ośmiu wraz z 10 zawodowymi graczami.

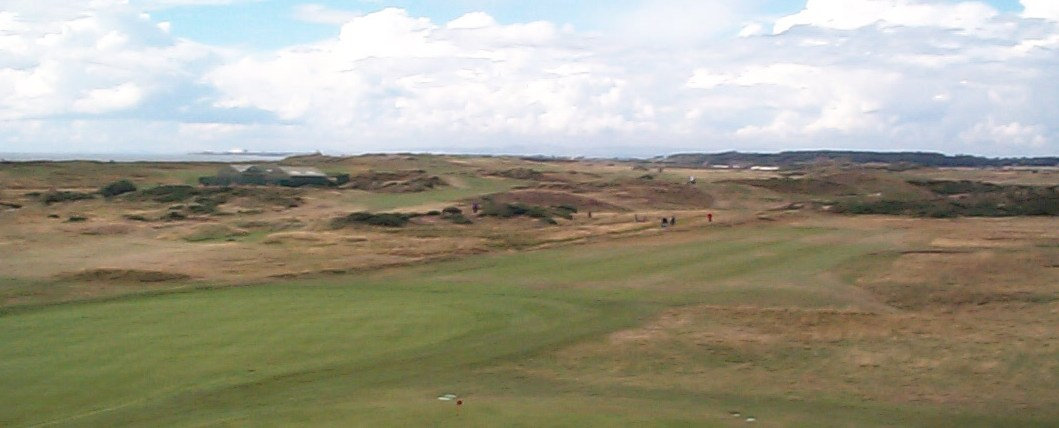
Prestwick Golf Club, miejsce rozgrywania pierwszej edycji turnieju The Open

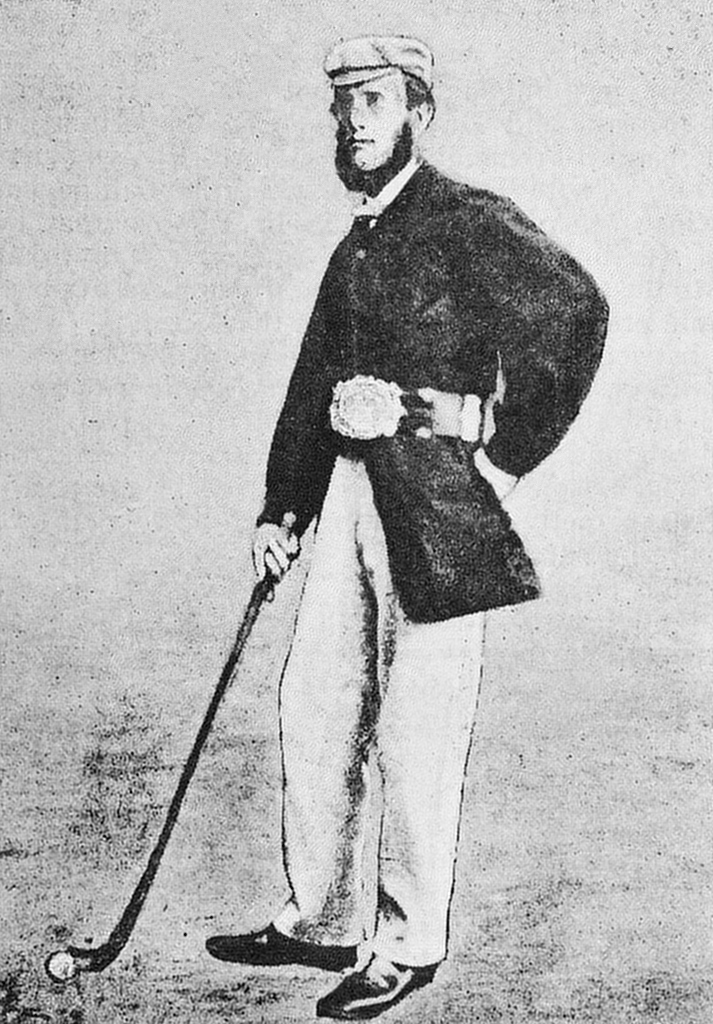
Willie Park Sr. w pasie Challenge Belt

## Nagrody

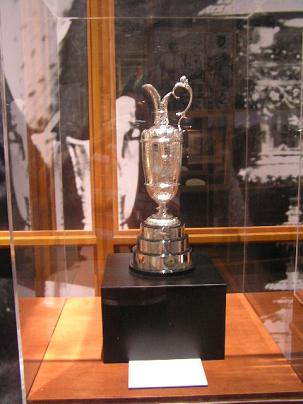
The Claret Jug

Za różne osiągnięcia w turnieju wręczano lub wręcza się nadal różne nagrody.
- Challenge Belt – wręczany zwycięzcom w latach 1860 – 1870
- The Golf Champion Trophy (znany jako Claret Jug) – wręczany zwycięzcom od 1873
- Złoty medal – wręczany zwycięzcom od 1872.
- Srebrny medal – wręczany od 1949 najlepszemu amatorowi
- Brązowy medal – wręczany od 1972 każdemu amatorowi, który dostał się do rundy finałowej

## Pola
Od 1860 do 1870 The Open był organizowany i rozgrywany na polu klubu Prestwick Golf Club. Od 1872 do 1891 rotacyjnie na trzech polach: Prestwick, The Old Course at St Andrews i Musselburgh Links. W 1892 nowo zbudowane pole Muirfield zastąpiło Musselburgh. W 1893 dodano dwa kluby angielskie Royal St George’s i Royal Liverpool Golf Club, Hoylake.
Rotacja pól nie jest ściśle określona. Zarządca rozgrywek R&A wyznacza kolejne pola na pięć lat naprzód.

### Pola w Szkocji
- Old Course at St Andrews: w 1873 został drugim miejscem rozgrywania the Open. Od 1990 turniej rozgrywany jest tu co 5 lat.
- Carnoustie Golf Links: po raz pierwszy turniej rozegrano tu w 1931. Po przerwie powrócił do cyklu w 1999. Ostatni turniej rozegrano tu w 2007.
- Muirfield: Prywatne pole zbudowane dla The Honourable Company of Edinburgh Golfers. Pierwszy turniej the Open rozegrano na nim w 1892 zalediwe osiem miesięcy po zbudowaniu. Ostatni raz turniej rozegrano na tym polu w 2013.
- Turnberry, Ailsa Course: Pole na południowo-zachodnim wybrzeżu Szkocji. Rozegrano tu The Open w latach 1977, 1986, 1994 i 2009[4]
- Royal Troon Golf Club, Old Course: pole w południowo-zachodniej Szkocji. Bierze udział w rotacji pól od 1923 a ostatni turniej rozegrano w 2016.

### Pola w Anglii
- Royal St George’s Golf Club: pole w hrabstwie Kent w południowo-wschodniej Anglii. Jako pierwsze pole poza Szkocją zostało gospodarzem turnieju w 1894. Po 32 latach przerwy powróciło do cyklu w 1981. Ostatni turniej rozegrano w 2011.
- Royal Birkdale Golf Club: pole w północno-zachodniej Anglii uczestniczy w cyklu od 1954. Ostatni turniej rozegrano tu w 2008.
- Royal Lytham & St Annes Golf Club: pole w północno-zachodniej Anglii. Pierwszy The Open rozegrano tu w 1926, ale regularnie turnieje odbywają się od 1952. Ostatni turniej rozegrano tu w 2012.
- Royal Liverpool Golf Club: pole zwane „Hoylake” gościło turniej od 1897 roku. Do 1967 roku rozegrano tu 10 turniejów The Open. Po 39 latach przerwy powróciło do cyklu w 2006. Następny turniej odbędzie się w 2022 roku.

### Występy Polaków w The Open
- Adrian Meronk – 2022, St Andrews (75, )

### Przyszłe edycje
| Rok  | Edycja | Pole            | Miejscowość | Hrabstwo       | Kraj              | Data         |
| ---- | ------ | --------------- | ----------- | -------------- | ----------------- | ------------ |
| 2023 | 151    | Royal Liverpool | Hoylake     | Merseyside     | Anglia            | 20-23 lipca  |
| 2024 | 152    | Royal Troon     | Troon       | South Ayrshire | Szkocja           | 18-21 lipca  |
| 2025 | 153    | Royal Portrush  | Portrush    | Antrim         | Irlandia Północna | 17-20 lipiec |

## Rekordy
- najstarszy zwycięzca: Old Tom Morris (46 lat, 99 dni), 1867.
- najmłodszy zwycięzca: Young Tom Morris (17 lat, 156 dni), 1868
- najwięcej zwycięstw: 6, Harry Vardon (1896, 1898, 1899, 1903, 1911, 1914).
- najwięcej kolejnych zwycięstw: 4, Young Tom Morris (1868, 1869, 1870, 1872 – w 1871 turnieju nie rozgrywano).
- najniższy wynik po 36 dołkach: 130, Nick Faldo (66-64), 1992; Brandt Snedeker (66-64), 2012.
- najniższy wynik po 72 dołkach: 264,  Henrik Stenson (68-65-68-63), 2016.
- najniższy wynik po 72 dołkach w stosunku do par: –20,  Henrik Stenson (68-65-68-63, 264), 2016.
- największa przewaga: 13 uderzeń, Old Tom Morris, 1862 – rekord osiągnięty na 36 dołkach.
- najniższy wynik na 18 dołkach: 63 – Mark Hayes, 2 runda, 1977; Isao Aoki, 3 runda, 1980; Greg Norman, 2 runda, 1986; Paul Broadhurst, 3 runda, 1990; Jodie Mudd, 4 runda, 1991; Nick Faldo, 2 runda, 1993; Payne Stewart, 4 runda, 1993; Rory McIlroy, 1 runda, 2010.
- najniższy wynik na 18 dołkach w stosunku do par: –9, Paul Broadhurst, 3 runda, 1990; Rory McIlroy, 1 runda, 2010.[6]

## Zwycięzcy
| Rok                                                       | Pole                               | Mistrz                             | Kraj                               | Wynik                              | Nagroda                            |
| --------------------------------------------------------- | ---------------------------------- | ---------------------------------- | ---------------------------------- | ---------------------------------- | ---------------------------------- |
| 2022                                                      | St Andrews                         |                                    |                                    |                                    | $ 2 500 000                        |
| 2021                                                      | Royal St George's                  | Collin Morikawa                    | Stany Zjednoczone                  | 265 (-15)                          | $ 2 070 000                        |
| 2020                                                      | Turniej odwołany z powodu covid-19 | Turniej odwołany z powodu covid-19 | Turniej odwołany z powodu covid-19 | Turniej odwołany z powodu covid-19 | Turniej odwołany z powodu covid-19 |
| 2019                                                      | Royal Portrush                     | Shane Lowry                        | Irlandia                           | 269 (−15)                          | $ 1 935 000                        |
| 2018                                                      | Carnoustie                         | Francesco Molinari                 | Włochy                             | 276 (−8)                           | $ 1 890 000                        |
| 2017                                                      | Royal Birkdale                     | Jordan Spieth                      | Stany Zjednoczone                  | 268 (−12)                          | £ 1 845 000                        |
| 2016                                                      | Royal Troon                        | Henrik Stenson                     | Szwecja                            | 264 (-20)                          | £ 1 175 000                        |
| 2015                                                      | St Andrews                         | Zach Johnson                       | Stany Zjednoczone                  | 273 (-15)                          | £ 1 150 000                        |
| 2014                                                      | Royal Liverpool                    | Rory McIlroy                       | Irlandia Północna                  | 271 (-17)                          | £ 975 000                          |
| 2013                                                      | Muirfield                          | Phil Mickelson                     | Stany Zjednoczone                  | 281 (-3)                           | £ 945 000                          |
| 2012                                                      | Royal Lytham & St Annes Golf Club  | Ernie Els (2)                      | Południowa Afryka                  | 273 (−7)                           | £ 900 000                          |
| 2011                                                      | Royal St George’s Golf Club        | Darren Clarke                      | Irlandia Północna                  | 275 (−5)                           | £ 900 000                          |
| 2010                                                      | St Andrews                         | Louis Oosthuizen                   | Południowa Afryka                  | 272 (−16)                          | £ 850 000                          |
| 2009                                                      | Turnberry                          | Stewart Cink                       | Stany Zjednoczone                  | 278 (−2)PO                         | £ 750 000                          |
| 2008                                                      | Royal Birkdale Golf Club           | Pádraig Harrington (2)             | Irlandia                           | 283 (+3)                           | £ 750 000                          |
| 2007                                                      | Carnoustie Golf Links              | Pádraig Harrington                 | Irlandia                           | 277 (−7)PO                         | £ 750 000                          |
| 2006                                                      | Royal Liverpool Golf Club          | Tiger Woods (3)                    | Stany Zjednoczone                  | 270 (−18)                          | £ 720 000                          |
| 2005                                                      | St Andrews                         | Tiger Woods (2)                    | Stany Zjednoczone                  | 274 (−14)                          | £ 720 000                          |
| 2004                                                      | Royal Troon Golf Club              | Todd Hamilton                      | Stany Zjednoczone                  | 274 (−10)PO                        | £ 720 000                          |
| 2003                                                      | Royal St George’s Golf Club        | Ben Curtis                         | Stany Zjednoczone                  | 283 (−1)                           | £ 700 000                          |
| 2002                                                      | Muirfield                          | Ernie Els                          | Południowa Afryka                  | 278 (−6)PO                         | £ 700 000                          |
| 2001                                                      | Royal Lytham & St Annes Golf Club  | David Duval                        | Stany Zjednoczone                  | 274 (−10)                          | £ 600 000                          |
| 2000                                                      | St Andrews                         | Tiger Woods                        | Stany Zjednoczone                  | 269 (−19)                          | £ 500 000                          |
| 1999                                                      | Carnoustie Golf Links              | Paul Lawrie                        | Szkocja                            | 290 (+6)PO                         | £ 350 000                          |
| 1998                                                      | Royal Birkdale Golf Club           | Mark O’Meara                       | Stany Zjednoczone                  | 280 (E)PO                          | £ 300 000                          |
| 1997                                                      | Royal Troon Golf Club              | Justin Leonard                     | Stany Zjednoczone                  | 272 (−12)                          | £ 250 000                          |
| 1996                                                      | Royal Lytham & St Annes Golf Club  | Tom Lehman                         | Stany Zjednoczone                  | 271 (−13)                          | £ 200 000                          |
| 1995                                                      | St Andrews                         | John Daly                          | Stany Zjednoczone                  | 282 (−6)PO                         | £ 125 000                          |
| 1994                                                      | Turnberry                          | Nick Price                         | Zimbabwe                           | 268 (−12)                          | £ 110 000                          |
| 1993                                                      | Royal St George’s Golf Club        | Greg Norman (2)                    | Australia                          | 267 (−13)                          | £ 100 000                          |
| 1992                                                      | Muirfield                          | Nick Faldo (3)                     | Anglia                             | 272 (−12)                          | £ 95 000                           |
| 1991                                                      | Royal Birkdale Golf Club           | Ian Baker-Finch                    | Australia                          | 272 (−8)                           | £ 90 000                           |
| 1990                                                      | St Andrews                         | Nick Faldo (2)                     | Anglia                             | 270 (−18)                          | £ 85 000                           |
| 1989                                                      | Royal Troon Golf Club              | Mark Calcavecchia                  | Stany Zjednoczone                  | 275 (−13)PO                        | £ 80 000                           |
| 1988                                                      | Royal Lytham & St Annes Golf Club  | Seve Ballesteros (3)               | Hiszpania                          | 273 (−11)                          | £ 80 000                           |
| 1987                                                      | Muirfield                          | Nick Faldo                         | Anglia                             | 279 (−5)                           | £ 75 000                           |
| 1986                                                      | Turnberry                          | Greg Norman                        | Australia                          | 280 (E)                            | £ 70 000                           |
| 1985                                                      | Royal St George’s Golf Club        | Sandy Lyle                         | Szkocja                            | 282 (+2)                           | £ 65 000                           |
| 1984                                                      | St Andrews                         | Seve Ballesteros (2)               | Hiszpania                          | 276 (−12)                          | £ 55 000                           |
| 1983                                                      | Royal Birkdale Golf Club           | Tom Watson (5)                     | Stany Zjednoczone                  | 275 (−9)                           | £ 40 000                           |
| 1982                                                      | Royal Troon Golf Club              | Tom Watson (4)                     | Stany Zjednoczone                  | 284 (−4)                           | £ 32 000                           |
| 1981                                                      | Royal St George’s Golf Club        | Bill Rogers                        | Stany Zjednoczone                  | 276 (−4)                           | £ 25 000                           |
| 1980                                                      | Muirfield                          | Tom Watson (3)                     | Stany Zjednoczone                  | 271 (−13)                          | £ 25 000                           |
| 1979                                                      | Royal Lytham & St Annes Golf Club  | Seve Ballesteros                   | Hiszpania                          | 283 (−1)                           | £ 15 000                           |
| 1978                                                      | St Andrews                         | Jack Nicklaus (3)                  | Stany Zjednoczone                  | 281 (−7)                           | £ 12 500                           |
| 1977                                                      | Turnberry                          | Tom Watson (2)                     | Stany Zjednoczone                  | 268 (−12)                          | £ 10 000                           |
| 1976                                                      | Royal Birkdale Golf Club           | Johnny Miller                      | Stany Zjednoczone                  | 279 (−9)                           | £ 7500                             |
| 1975                                                      | Carnoustie Golf Links              | Tom Watson                         | Stany Zjednoczone                  | 279 (−5)PO                         | £ 7500                             |
| 1974                                                      | Royal Lytham & St Annes Golf Club  | Gary Player (3)                    | Południowa Afryka                  | 282 (−2)                           | £ 5500                             |
| 1973                                                      | Troon Golf Club                    | Tom Weiskopf                       | Stany Zjednoczone                  | 276 (−12)                          | £ 5500                             |
| 1972                                                      | Muirfield                          | Lee Trevino (2)                    | Stany Zjednoczone                  | 278 (−6)                           | £ 5500                             |
| 1971                                                      | Royal Birkdale Golf Club           | Lee Trevino                        | Stany Zjednoczone                  | 278 (−10)                          | £ 5500                             |
| 1970                                                      | St Andrews                         | Jack Nicklaus (2)                  | Stany Zjednoczone                  | 283 (−5)PO                         | £ 5250                             |
| 1969                                                      | Royal Lytham & St Annes Golf Club  | Tony Jacklin                       | Anglia                             | 280 (−4)                           | £ 4250                             |
| 1968                                                      | Carnoustie Golf Links              | Gary Player (2)                    | Południowa Afryka                  | 289 (+1)                           | £ 3000                             |
| 1967                                                      | Royal Liverpool Golf Club          | Roberto De Vicenzo                 | Argentyna                          | 278 (−10)                          | £ 2100                             |
| 1966                                                      | Muirfield                          | Jack Nicklaus                      | Stany Zjednoczone                  | 282 (−2)                           | £ 2100                             |
| 1965                                                      | Royal Birkdale Golf Club           | Peter Thomson (5)                  | Australia                          | 285 (−3)                           | £ 1750                             |
| 1964                                                      | St Andrews                         | Tony Lema                          | Stany Zjednoczone                  | 279 (−9)                           | £ 1500                             |
| 1963                                                      | Royal Lytham & St Annes Golf Club  | Bob Charles                        | Nowa Zelandia                      | 277 (−7)PO                         | £ 1500                             |
| 1962                                                      | Troon Golf Club                    | Arnold Palmer (2)                  | Stany Zjednoczone                  | 276 (−12)                          | £ 1400                             |
| 1961                                                      | Royal Birkdale Golf Club           | Arnold Palmer                      | Stany Zjednoczone                  | 284 (−4)                           | £ 1400                             |
| 1960                                                      | St Andrews                         | Kel Nagle                          | Australia                          | 278 (−10)                          | £ 1250                             |
| 1959                                                      | Muirfield                          | Gary Player                        | Południowa Afryka                  | 284 (E)                            | £ 1000                             |
| 1958                                                      | Royal Lytham & St Annes Golf Club  | Peter Thomson (4)                  | Australia                          | 278 (−10)PO                        | £ 1000                             |
| 1957                                                      | St Andrews                         | Bobby Locke (4)                    | Południowa Afryka                  | 279 (−9)                           | £ 1000                             |
| 1956                                                      | Royal Liverpool Golf Club          | Peter Thomson (3)                  | Australia                          | 286 (−2)                           | £ 1000                             |
| 1955                                                      | St Andrews                         | Peter Thomson (2)                  | Australia                          | 281 (−7)                           | £ 1000                             |
| 1954                                                      | Royal Birkdale Golf Club           | Peter Thomson                      | Australia                          | 283 (−5)                           | £750                               |
| 1953                                                      | Carnoustie Golf Links              | Ben Hogan                          | Stany Zjednoczone                  | 282 (−6)                           | £500                               |
| 1952                                                      | Royal Lytham & St Annes Golf Club  | Bobby Locke (3)                    | Południowa Afryka                  | 287 (−1)                           | £300                               |
| 1951                                                      | Royal Portrush Golf Club           | Max Faulkner                       | Anglia                             | 285 (−3)                           | £300                               |
| 1950                                                      | Troon Golf Club                    | Bobby Locke (2)                    | Południowa Afryka                  | 279 (−9)                           | £300                               |
| 1949                                                      | Royal St George’s Golf Club        | Bobby Locke                        | Południowa Afryka                  | 283 (−5)                           | £300                               |
| 1948                                                      | Muirfield                          | Henry Cotton (3)                   | Anglia                             | 288 (E)                            | £150                               |
| 1947                                                      | Royal Liverpool Golf Club          | Fred Daly                          | Irlandia Północna                  | 293 (+5)                           | £150                               |
| 1946                                                      | St Andrews                         | Sam Snead                          | Stany Zjednoczone                  | 290 (+2)                           | £150                               |
| 1940–1945: Nie rozgrywano ze względu na II wojnę światową |                                    |                                    |                                    |                                    |                                    |
| 1939                                                      | St Andrews                         | Dick Burton                        | Anglia                             | 290 (+2)                           | £100                               |
| 1938                                                      | Royal St George’s Golf Club        | Reg Whitcombe                      | Anglia                             | 295 (+7)                           | £100                               |
| 1937                                                      | Carnoustie Golf Links              | Henry Cotton (2)                   | Anglia                             | 290                                | £100                               |
| 1936                                                      | Royal Liverpool Golf Club          | Alf Padgham                        | Anglia                             | 287                                | £100                               |
| 1935                                                      | Muirfield                          | Alf Perry                          | Anglia                             | 283                                | £100                               |
| 1934                                                      | Royal St George’s Golf Club        | Henry Cotton                       | Anglia                             | 283                                | £100                               |
| 1933                                                      | St Andrews                         | Denny Shute                        | Stany Zjednoczone                  | 292PO                              | £100                               |
| 1932                                                      | Prince’s Golf Club                 | Gene Sarazen                       | Stany Zjednoczone                  | 283                                | £100                               |
| 1931                                                      | Carnoustie Golf Links              | Tommy Armour                       | Szkocja · Stany Zjednoczone        | 296                                | £100                               |
| 1930                                                      | Royal Liverpool Golf Club          | Bobby Jones (a) (3)                | Stany Zjednoczone                  | 291                                | Am – £100                          |
| 1929                                                      | Muirfield                          | Walter Hagen (4)                   | Stany Zjednoczone                  | 292                                | £75                                |
| 1928                                                      | Royal St George’s Golf Club        | Walter Hagen (3)                   | Stany Zjednoczone                  | 292                                | £75                                |
| 1927                                                      | St Andrews                         | Bobby Jones (a) (2)                | Stany Zjednoczone                  | 285                                | Am – £75                           |
| 1926                                                      | Royal Lytham & St Annes Golf Club  | Bobby Jones (a)                    | Stany Zjednoczone                  | 291                                | Am – £75                           |
| 1925                                                      | Prestwick Golf Club                | Jim Barnes                         | Anglia                             | 300                                | £75                                |
| 1924                                                      | Royal Liverpool Golf Club          | Walter Hagen (2)                   | Stany Zjednoczone                  | 301                                | £75                                |
| 1923                                                      | Troon Golf Club                    | Arthur Havers                      | Anglia                             | 295                                | £75                                |
| 1922                                                      | Royal St George’s Golf Club        | Walter Hagen                       | Stany Zjednoczone                  | 300                                | £75                                |
| 1921                                                      | St Andrews                         | Jock Hutchison                     | Szkocja · Stany Zjednoczone        | 296PO                              | £75                                |
| 1920                                                      | Royal Cinque Ports Golf Club       | George Duncan                      | Szkocja                            | 303                                | £75                                |
| 1915–1919: Nie rozgrywano ze względu na I wojnę światową  |                                    |                                    |                                    |                                    |                                    |
| 1914                                                      | Prestwick Golf Club                | Harry Vardon (6)                   | Jersey                             | 306                                | £50                                |
| 1913                                                      | Royal Liverpool Golf Club          | John Henry Taylor (5)              | Anglia                             | 304                                | £50                                |
| 1912                                                      | Muirfield                          | Ted Ray                            | Jersey                             | 295                                | £50                                |
| 1911                                                      | Royal St George’s Golf Club        | Harry Vardon (5)                   | Jersey                             | 303PO                              | £50                                |
| 1910                                                      | St Andrews                         | James Braid (5)                    | Szkocja                            | 299                                | £50                                |
| 1909                                                      | Royal Cinque Ports Golf Club       | John Henry Taylor (4)              | Anglia                             | 291                                | £50                                |
| 1908                                                      | Prestwick Golf Club                | James Braid (4)                    | Szkocja                            | 291                                | £50                                |
| 1907                                                      | Royal Liverpool Golf Club          | Arnaud Massy                       | Francja                            | 312                                | £50                                |
| 1906                                                      | Muirfield                          | James Braid (3)                    | Szkocja                            | 300                                | £50                                |
| 1905                                                      | St Andrews                         | James Braid (2)                    | Szkocja                            | 318                                | £50                                |
| 1904                                                      | Royal St George’s Golf Club        | Jack White                         | Szkocja                            | 296                                | £50                                |
| 1903                                                      | Prestwick Golf Club                | Harry Vardon (4)                   | Jersey                             | 300                                | £50                                |
| 1902                                                      | Royal Liverpool Golf Club          | Sandy Herd                         | Szkocja                            | 307                                | £50                                |
| 1901                                                      | Muirfield                          | James Braid                        | Szkocja                            | 309                                | £50                                |
| 1900                                                      | St Andrews                         | John Henry Taylor (3)              | Anglia                             | 309                                | £50                                |
| 1899                                                      | St George’s Golf Club              | Harry Vardon (3)                   | Jersey                             | 310                                | £30                                |
| 1898                                                      | Prestwick Golf Club                | Harry Vardon (2)                   | Jersey                             | 307                                | £30                                |
| 1897                                                      | Royal Liverpool Golf Club          | Harold Hilton (a) (2)              | Anglia                             | 314                                | Am – £30                           |
| 1896                                                      | Muirfield                          | Harry Vardon                       | Jersey                             | 316 PO                             | £30                                |
| 1895                                                      | St Andrews                         | John Henry Taylor (2)              | Anglia                             | 322                                | £30                                |
| 1894                                                      | St George’s Golf Club              | John Henry Taylor                  | Anglia                             | 326                                | £30                                |
| 1893                                                      | Prestwick Golf Club                | William Auchterlonie               | Szkocja                            | 322                                | £30                                |
| 1892                                                      | Muirfield                          | Harold Hilton (a)                  | Anglia                             | 305                                | Am – £35                           |
| 1891                                                      | St Andrews                         | Hugh Kirkaldy                      | Szkocja                            | 166                                | £10                                |
| 1890                                                      | Prestwick Golf Club                | John Ball (a)                      | Anglia                             | 164                                | Am – £13                           |
| 1889                                                      | Musselburgh Links                  | Willie Park, Jnr (2)               | Szkocja                            | 155PO                              | £8                                 |
| 1888                                                      | St Andrews                         | Jack Burns                         | Szkocja                            | 171                                | £8                                 |
| 1887                                                      | Prestwick Golf Club                | Willie Park, Jnr                   | Szkocja                            | 161                                | £8                                 |
| 1886                                                      | Musselburgh Links                  | David Brown                        | Szkocja                            | 157                                | £8                                 |
| 1885                                                      | St Andrews                         | Bob Martin (2)                     | Szkocja                            | 171                                | £10                                |
| 1884                                                      | Prestwick Golf Club                | Jack Simpson                       | Szkocja                            | 160                                | £8                                 |
| 1883                                                      | Musselburgh Links                  | Willie Fernie                      | Szkocja                            | 159PO                              | £8                                 |
| 1882                                                      | St Andrews                         | Bob Ferguson (3)                   | Szkocja                            | 171                                | £12                                |
| 1881                                                      | Prestwick Golf Club                | Bob Ferguson (2)                   | Szkocja                            | 170                                | £8                                 |
| 1880                                                      | Musselburgh Links                  | Bob Ferguson                       | Szkocja                            | 162                                | £8                                 |
| 1879                                                      | St Andrews                         | Jamie Anderson (3)                 | Szkocja                            | 169                                | £10                                |
| 1878                                                      | Prestwick Golf Club                | Jamie Anderson (2)                 | Szkocja                            | 157                                | £8                                 |
| 1877                                                      | Musselburgh Links                  | Jamie Anderson                     | Szkocja                            | 160                                | £8                                 |
| 1876                                                      | St Andrews                         | Bob Martin                         | Szkocja                            | 176                                | £10                                |
| 1875                                                      | Prestwick Golf Club                | Willie Park, Snr (4)               | Szkocja                            | 166                                | £8                                 |
| 1874                                                      | Musselburgh Links                  | Mungo Park                         | Szkocja                            | 159                                | £8                                 |
| 1873                                                      | St Andrews                         | Tom Kidd                           | Szkocja                            | 179                                | £11                                |
| 1872                                                      | Prestwick Golf Club                | Tom Morris, Jnr (4)                | Szkocja                            | 166                                | £8                                 |
| 1871                                                      | Nie rozgrywano                     | Nie rozgrywano                     | Nie rozgrywano                     | Nie rozgrywano                     | Nie rozgrywano                     |
| 1870                                                      | Prestwick Golf Club                | Tom Morris, Jnr (3)                | Szkocja                            | 149                                | £6                                 |
| 1869                                                      | Prestwick Golf Club                | Tom Morris, Jnr (2)                | Szkocja                            | 157                                | £6                                 |
| 1868                                                      | Prestwick Golf Club                | Tom Morris, Jnr                    | Szkocja                            | 154                                | £6                                 |
| 1867                                                      | Prestwick Golf Club                | Tom Morris, Snr (4)                | Szkocja                            | 170                                | £7                                 |
| 1866                                                      | Prestwick Golf Club                | Willie Park, Snr (3)               | Szkocja                            | 169                                | £6                                 |
| 1865                                                      | Prestwick Golf Club                | Andrew Strath                      | Szkocja                            | 162                                | £8                                 |
| 1864                                                      | Prestwick Golf Club                | Tom Morris, Snr (3)                | Szkocja                            | 167                                | £6                                 |
| 1863                                                      | Prestwick Golf Club                | Willie Park, Snr (2)               | Szkocja                            | 168                                | -                                  |
| 1862                                                      | Prestwick Golf Club                | Tom Morris, Snr (2)                | Szkocja                            | 163                                | -                                  |
| 1861                                                      | Prestwick Golf Club                | Tom Morris, Snr                    | Szkocja                            | 163                                | -                                  |
| 1860                                                      | Prestwick Golf Club                | Willie Park, Snr                   | Szkocja                            | 174                                | -                                  |

(a) amator

PO dogrywka (playoff)

## Zdobywcy srebrnego medalu
Srebrny medal jest przyznawany najlepszemu amatorowi, który ukończył wszystkie 72 dołki. medal został przyznany po raz pierwszy w 1949. Od 1949 do 2012 45 medali zdobyło 40 golfistów. Czterokrotnie Frank Stranahan a Joe Carr i Michael Bonallack po dwa razy. W 19 turniejach żaden amator nie przeszedł cuta i medal nie został przyznany.
| Rok  | Zdobywca            |
| ---- | ------------------- |
| 1949 | Frank Stranahan     |
| 1950 | Frank Stranahan     |
| 1951 | Frank Stranahan     |
| 1952 | J.W. Jones          |
| 1953 | Frank Stranahan     |
| 1954 | Peter Toogood       |
| 1955 | Joe Conrad          |
| 1956 | Joe Carr            |
| 1957 | W.D. Smith          |
| 1958 | Joe Carr            |
| 1959 | Robert Reid Jack    |
| 1960 | Guy Wolstenholme    |
| 1961 | Ronald White        |
| 1962 | Charlie Green       |
| 1963 | Michael Burgess     |
| 1966 | Ronnie Shade        |
| 1968 | Michael Bonallack   |
| 1969 | Peter Tupling       |
| 1970 | Steve Melnyk        |
| 1971 | Michael Bonallack   |
| 1973 | Danny Edwards       |
| 1979 | Peter McEvoy        |
| 1980 | Jay Sigel           |
| 1981 | Hal Sutton          |
| 1982 | Malcolm Lewis       |
| 1985 | José María Olazábal |
| 1987 | Paul Mayo           |
| 1989 | Russell Claydon     |
| 1991 | Jim Payne           |
| 1992 | Darren Lee          |
| 1993 | Iain Pyman          |
| 1994 | Warren Bennett      |
| 1995 | Steve Webster       |
| 1996 | Tiger Woods         |
| 1997 | Barclay Howard      |
| 1998 | Justin Rose         |
| 2001 | David Dixon         |
| 2004 | Stuart Wilson       |
| 2005 | Lloyd Saltman       |
| 2006 | Marius Thorp        |
| 2007 | Rory McIlroy        |
| 2008 | Chris Wood          |
| 2009 | Matteo Manassero    |
| 2010 | Jin Jeong           |
| 2011 | Tom Lewis           |